# Przełęcz Dukielska

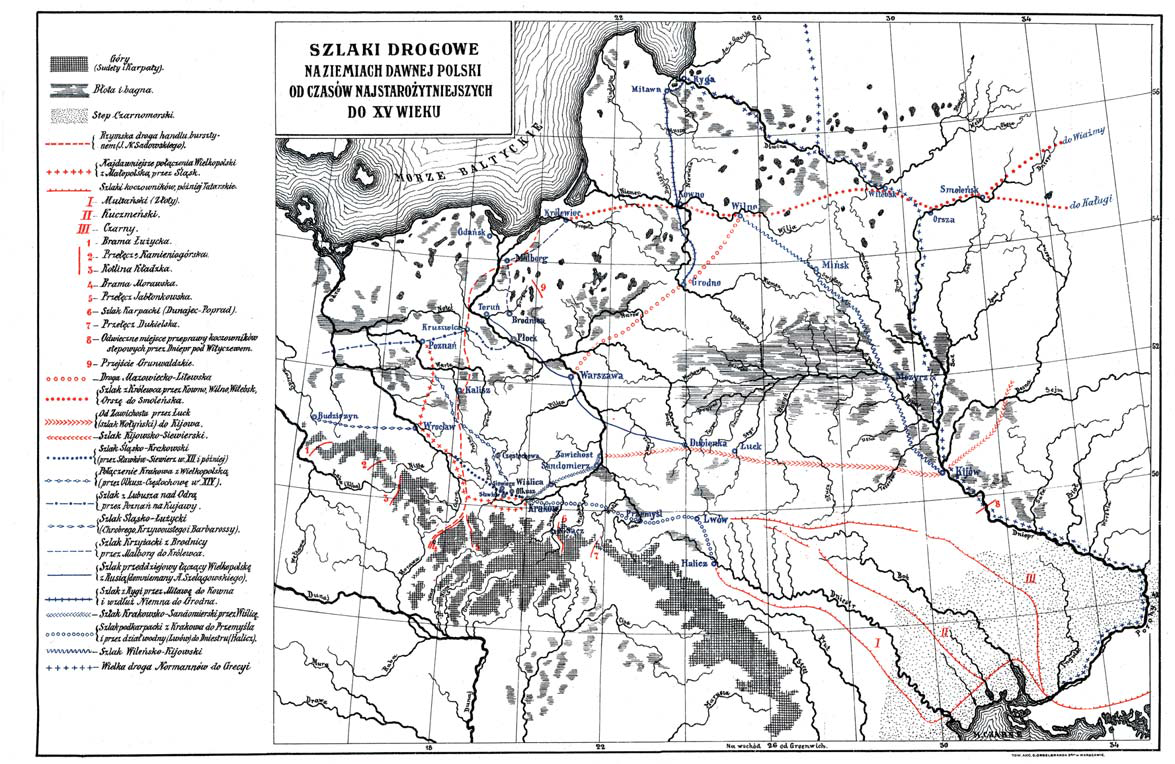
"Szlaki drogowe", mapa z Geografii ziem dawnej Polski Antoniego Sujkowskiego (1918). Przełęcz Dukielska oznaczona numerem 7.

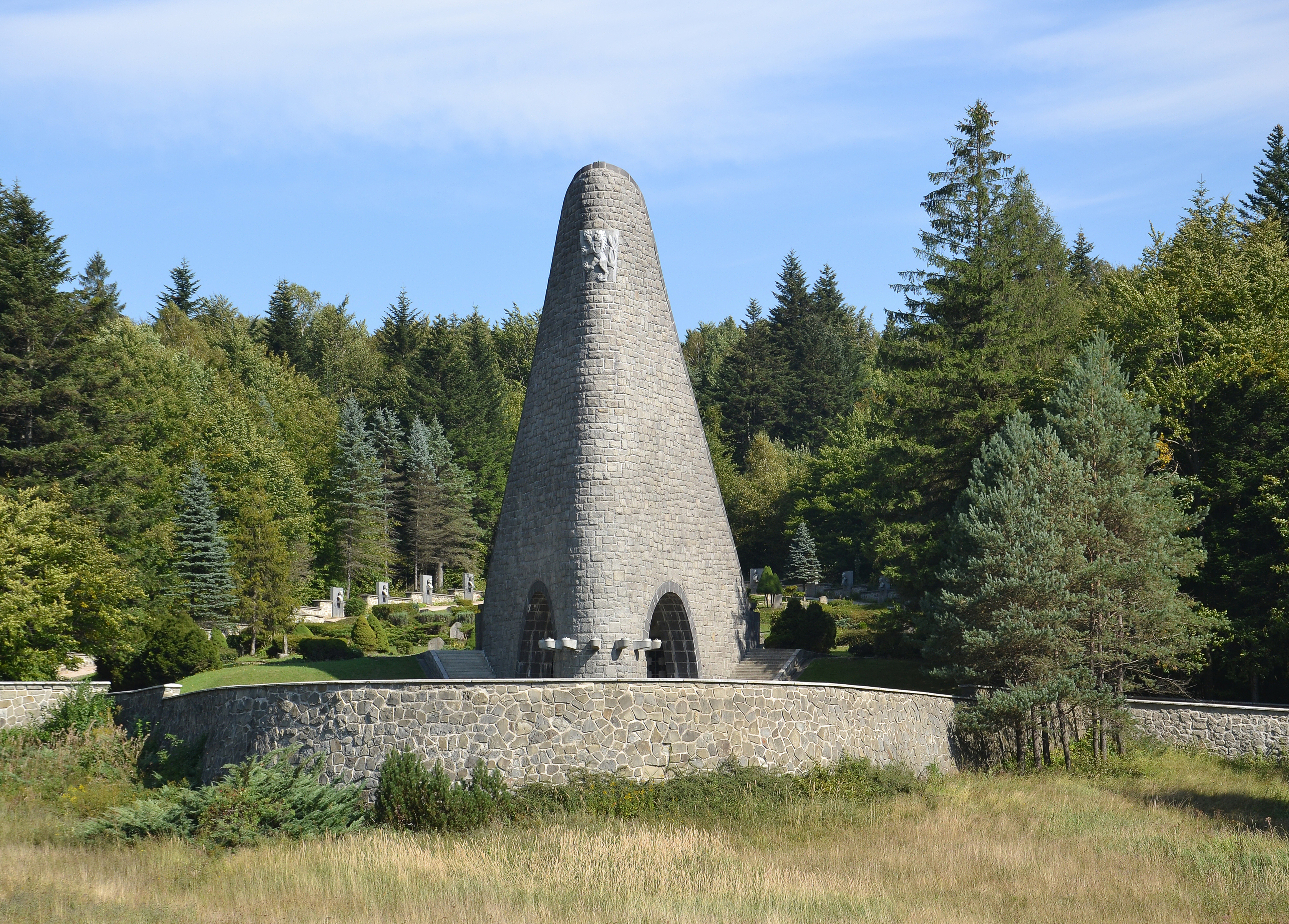
Cmentarz wojskowy po słowackiej stronie, poniżej przełęczy

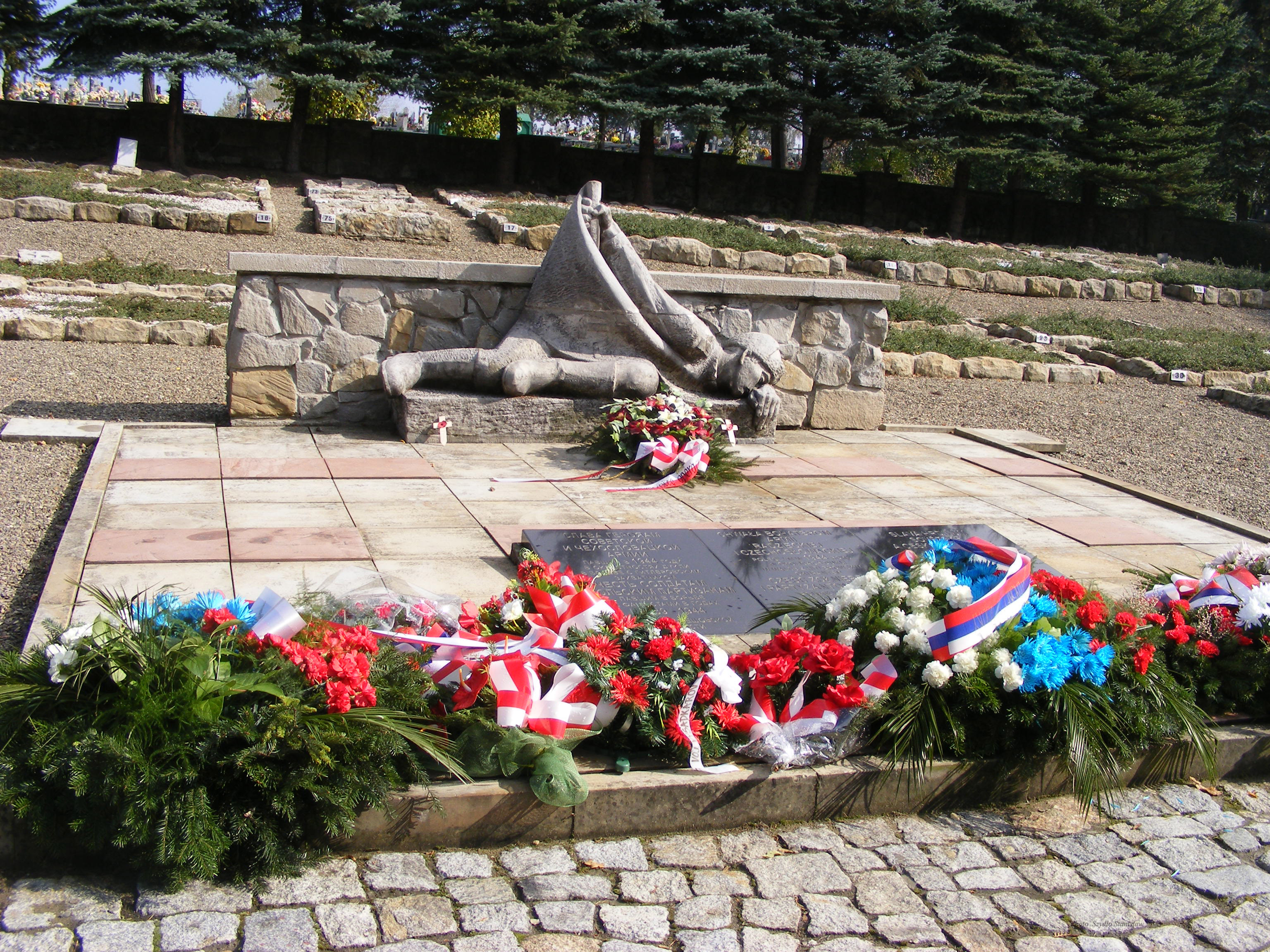
Cmentarz wojskowy w Dukli

Przełęcz Dukielska (słow. Dukliansky priesmyk) – najniżej położona (500 m n.p.m.) przełęcz w głównym grzbiecie Karpat. Znajduje się w centralnej części Beskidu Niskiego nad wsią Barwinek.
W granicznym grzbiecie Karpat od zachodu sąsiaduje z przełęczą Porubské sedlo, a od wschodu z Beskidem nad Czeremchą.
Na przełęczy do 2007 roku działało całodobowe przejście graniczne Barwinek-Vyšný Komárnik na międzynarodowej trasie E371.

## Historia
Przełęcz Dukielska od najdawniejszych czasów stanowiła wygodny punkt przekraczania głównego grzbietu Karpat. Choć niektóre źródła wspominają o biegnących przez tę przełęcz drogach handlowych już w starożytności, z całą pewnością już w XIV w. n.e. wiódł nią trakt handlowy z Polski na Węgry i dalej – na Bałkany. Konkurował on z traktem wiodącym przez nieodległą Przełęcz Beskid nad Czeremchą. Młaki (wypływy wodne) na Przełęczy Dukielskiej i często wiejące feny utrudniały komunikację, szczególnie wiosną i jesienią, przez co tamta przełęcz, mimo że wyższa o 81 m, z powodzeniem opierała się konkurencji. Ostatecznie budowa wygodnego traktu przez Przełęcz Dukielską na początku XIX w. przypieczętowała los szlaku przez przełęcz Beskid i przyczyniła się do rozwoju miast leżących na trakcie dukielskim.
Przez przełęcz, która już od czasów państwa Wiślan niemal nieprzerwanie wyznaczała południową granicę Polski, niejednokrotnie wkraczały na jej terytorium obce wojska. Od 1471 r. w czasie zatargów Kazimierza Jagiellończyka z Maciejem Korwinem przez przełęcz wędrowały wojska węgierskie. W 1619 r. lisowczycy przekroczyli ją w drodze do Siedmiogrodu, by – w wyniku zobowiązań sojuszniczych z cesarzem Ferdynandem II – spacyfikować oddziały Jerzego I Rakoczego. W 1657 r. przełęcz przekroczyły wojska jego syna, Jerzego II. W czasie konfederacji barskiej nieopodal przełęczy na wzgórzu zwanym dziś Szańcami istniał konfederacki obóz warowny. 14 maja 1772 przekroczył przełęcz austriacki korpus preszowskiej straży przedniej gen. Esterházyego wkraczający na ziemie I zaboru.
W 1914 roku, w czasie I wojny światowej, na przełęczy toczyły się ciężkie walki. Jednak największą w historii Przełęczy Dukielskiej była bitwa o Przełęcz Dukielską we wrześniu i październiku 1944 r., gdy poległo około 90 tys. żołnierzy Armii Czerwonej, głównie słowackich powstańców i Ukraińców.

## Szlaki
Piesze szlaki turystyczne:
- Baranie (754 m n.p.m.) – Barwinek – Przełęcz Dukielska (500 m n.p.m.) – Czeremcha – Jasiel – Kanasiówka (823 m n.p.m.)
- Przełęcz Dukielska – Zyndranowa